# Église Saint-Nicolas de Đurakovac
Pour les articles homonymes, voir Église Saint-Nicolas.
L'église Saint-Nicolas de Đurakovac (en serbe cyrillique : Црква светог Николе у Ђураковцу ; en serbe latin : Crkva svetog Nikole u Đurakovcu) est une église orthodoxe serbe située à Gjurakovc/Đurakovac, au Kosovo, près d'Istog/Istok. Construite en 1592, elle dépend de l'éparchie de Ras-Prizren et est inscrite sur la liste des monuments culturels d'importance exceptionnelle de la république de Serbie.

## Présentation
Le village de  Gjurakovc/Đurakovac est situé près d'Istog/Istok, dans la région de Métochie. L'église, de dimensions modestes, est constituée d'une nef unique dotée d'une voûte en berceau, prolongée par une abside demi-circulaire et précédée d'un narthex en bois. Elle est construite en pierres de taille enduites de mortier, tandis que le toit est recouvert de dalles de pierre. L'église a été édifiée sur les fondations d'un sanctuaire remontant au XIVe siècle, ainsi qu'en témoigne une pierre tombale, peut-être celle du fondateur, datée de 1362 ; elle a été totalement rénovée en 1592 par les habitants du village, à l'instigation du pope Cvetko, et peinte par un certain Milija, ainsi que l'atteste une inscription située à l'entrée de la nef. L'église, combinaison de pierre et de bois, est caractéristique des édifices religieux construits dans la vallée du Drin blanc.
L'église abrite des portes royales (en serbe : carske dveri), qui, par leur style pictural, marquent la transition entre les XVIe et XVIIe siècles, ainsi que quatre grandes icônes peintes en 1630. Elle conserve aussi un manuscrit contenant les canons liturgiques de la Mère-de-Dieu, un type d'ouvrage qui, en serbe, porte le nom de  Bogorodičnik et qui remonte au XVIe siècle.

## Restauration et conservation
Des travaux de restauration ont été réalisés en 1968. En juillet 1999, des extrémistes albanais ont détruit la maison paroissiale et pillé et incendié l'église.